# Shana Poplack
Shana Poplack é uma sociolinguista conhecida especialmente por seus trabalhos sobre comunidades bilíngues, tratando de fenômenos como a alternância de código. Em 2019, recebeu o Prêmio Acfas André-Laurendeau. É professora da Universidade de Ottawa, onde fundou o Laboratório de Pesquisas em Sociolinguística.